# 前野豊長
前野 豊長（まえの とよなが）は、江戸時代ごろの武士・土佐藩士。別名山内豊長。前野豊成の息子。前野定次の父で、乾正方正室の祖父。土佐前野氏四代で前野山内氏二代。

## 人物
豊長は、時之流前野氏の当主・前野豊成の子に生まれる。前野家と山内家の関わりなどから、土佐藩に仕えていたと考えられている。乾正方の正室である豊長の孫娘は、正方との間に乾正清を産み、その子孫に板垣退助がいる。

## 氏族
豊長の父の代から山内姓を使っていたが、前野姓が本来の姓である。前野氏の始祖は桓武天皇皇子・良岑安世の子孫・良岑高成の三男である前野高長で、豊長の属する前野氏は高長の子孫の前野忠勝の子・前野時之の代から続く派生氏族である。
| スタブアイコン | サブスタブ | この項目は、まだ閲覧者の調べものの参照としては役立たない、人物に関連した書きかけの項目です。この項目を加筆・訂正などしてくださる協力者を求めています（P:人物伝/PJ:人物伝）。 |